# Peder Jensen (ärkebiskop 1390–1391)
Peder Jensen, död den 31 december 1391 i Helsingborg, var dansk ärkebiskop i Lunds stift 1390–1391.
Föga är känt om Peder Jensens bakgrund men han skall ha varit av skånsk släkt. Vid tiden för sitt val till Magnus Nielsens efterträdare som ärkebiskop 1390 var han kanik. Han for efter valet till påve Bonifatius IX i Rom för att vigas till sitt nya ämbete och medförde därvid brev till påven från drottning Margareta. Hans Rombesök sammanföll med ett kyrkligt jubelår.
Peder Jensen återkom till sitt stift i slutet av 1390 men fick endast verka som biskop i ungefär ett år då han avled redan nyårsafton 1391. Han fick sin grav i Lunds domkyrka. I Liber daticus vetustior ges han omdömet "Deo et hominibus dilectus" (älskad av både Gud och människor).